# Andréi Nekrásov
Andréi Lvóvich Nekrásov (en ruso: Андре́й Льво́вич Некра́сов; nacido en 1958) es un cineasta ruso de San Petersburgo.

## Biografía
Andréi Nekrásov estudió actuación y dirección en el Instituto Estatal de Teatro, Música y Cine de su ciudad natal, San Petersburgo. Estudió literatura comparada y filosofía en la Universidad de París, teniendo un grado de maestría y cine en la Universidad de Bristol de Escuelas de Cine. 
En 1985, ayudó a Andréi Tarkovski durante la filmación y edición de El Sacrificio. Nekrásov luego hizo varios documentales coproducidos internacionalmente y las artes de programas de televisión. Su primer drama corto, Springing Lenin (1993) ganó el premio de la UNESCO en el Festival de Cannes de ese año y en 1997 su primer largometraje, El amor es fuerte como la muerte ganó el premio FIPRESCI en Mannheim-Heidelberg. El segundo largometraje del director, El amor y otras pesadillas (2001) ganó el reconocimiento en un gran número de festivales de todo el mundo (incluidos los de Sundance y Berlín) y confirmó su estatus como un rebelde entre los cineastas rusos. 
En 2004 rodó el documental Disbelief (La incredulidad) sobre las explosiones de las casas de vecindad en Rusia en 1999.
La película de 2007 Rebelión: el caso Litvinenko presenta entrevistas con el exagente de FSB Aleksandr Litvinenko y la periodista Anna Politkóvskaya, ambos asesinados. La película sostiene que el Servicio Federal de Seguridad o FSB, el organismo sucesor de la KGB, organizó las explosiones organizados de apartamentos en Moscú y la toma de rehenes en el Teatro de Dubrovka de Moscú para justificar la segunda guerra chechena y llevar a Vladímir Putin al poder. 
La última película de Nekrásov, Lecciones de ruso, se refiere a la guerra ruso-georgiana de 2008. En él se documenta un viaje por dos directores protagonistas, Olga Konskaya (la difunta esposa de Nekrasov) y Andrei Nekrasov, una a cada lado de la línea del frente durante las hostilidades. Para este documental, Nekrasov fue nombrado la Persona del año 2009 en la encuesta de Internet de Georgia Radiodifusión Público.
Andréi Nekrásov es también un dramaturgo y director de teatro. Sus producciones alemanas (de sus propias obras) son: Der Spieler (El jugador) en el Euro Theater Central en Bonn y Koenigsberg en el teatro Volksbuehne de Berlín. 
Nekrasov participa activamente en la oposición en Rusia. Pertenece al movimiento Solidaridad. En 2010 firmó la carta abierta Putin debe irse.